# Награда Раша Плаовић
Награда Раша Плаовић је признање које се додељује за најбоље глумачко остварење на свим београдским позоришним сценама у протеклој сезони. Награду додељује Народно позориште у Београду сваке године на свој дан, 22. новембра. Раша Плаовић је био првак драме овог позоришта.

## Добитници
| Година | Добитник                   | Улога             | Представа                    | Редитељ                      | Продукција                                     | Изв.          |
| ------ | -------------------------- | ----------------- | ---------------------------- | ---------------------------- | ---------------------------------------------- | ------------- |
| 1988.  | Петар Банићевић            | —                 | —                            | —                            | —                                              |               |
| 1989.  | Лазар Ристовски            | Павле             | Оригинал фалсификата         | Славенко Салетовић           | Звездара театар                                | [ 2 ]         |
| 1990.  | Бранислав Цига Јеринић     | —                 | —                            | —                            | —                                              |               |
| 1991.  | Бранимир Брстина           | —                 | —                            | —                            | —                                              |               |
| 1992.  | Петар Краљ                 | —                 | —                            | —                            | —                                              |               |
| 1993.  | Вера Чукић                 | —                 | —                            | —                            | —                                              |               |
| 1994.  | Љуба Тадић                 | —                 | —                            | —                            | —                                              |               |
| 1995.  | Ксенија Јовановић          | —                 | —                            | —                            | —                                              |               |
| 1996.  | Тихомир Арсић              | —                 | —                            | —                            | —                                              |               |
| 1997.  | Драган Мићановић           | —                 | —                            | —                            | —                                              |               |
| 1998.  | Марко Николић              | —                 | —                            | —                            | —                                              |               |
| 1999.  | Миодраг Радовановић        | —                 | —                            | —                            | —                                              |               |
| 2000.  | Михаило Јанкетић           | —                 | —                            | —                            | —                                              |               |
| 2001.  | Петар Банићевић (2)        | —                 | Човек случајности            | Народно позориште у Београду | —                                              | [ 3 ]         |
| 2002.  | Предраг Ејдус              | Златикум          | Скуп                         | Јагош Марковић               | Југословенско драмско позориште                | [ 4 ]         |
| 2003.  | Тихомир Станић             | Мефисто           | Фауст                        | Мира Ерцег                   | Народно позориште у Београду                   | [ 5 ]         |
| 2004.  | Драган Мићановић (2)       | Порција           | Млетачки трговац             | Егон Савин                   | Југословенско драмско позориште                | [ 6 ]         |
| 2005.  | Владан Гајовић             | Михајло Савић     | Зечји насип                  | —                            | Народно позориште у Београду                   | [ 7 ]         |
| 2006.  | Властимир Ђуза Стојиљковић | Роберт Шустер     | Трг хероја                   | Дејан Мијач                  | Атеље 212                                      | [ 8 ] [ 9 ]   |
| 2007.  | Милан Гутовић              | Фалстаф           | Веселе жене виндзорске       | Јиржи Менцл                  | Народно позориште у Београду                   | [ 10 ]        |
| 2008.  | Борис Исаковић             | Орегон            | Тартиф                       | Егон Савин                   | Југословенско драмско позориштe                | [ 11 ]        |
| 2009.  | Никола Ристановски         | Ахмед Нурудин     | Дервиш и смрт                | Егон Савин                   | Народно позориште у Београду                   | [ 12 ] [ 13 ] |
| 2010.  | Борис Комненић             | Дезмонд Мортон    | Државни службеници           | Ђурђа Тешић                  | Народно позориште у Београду                   | [ 14 ]        |
| 2011.  | Наташа Нинковић            | Хеда Тесман       | Хеда Габлер                  | Снежана Тришић               | Народно позориште у Београду                   | [ 15 ]        |
| 2012.  | Игор Ђорђевић              | Ставрогин         | Зли дуси                     | Татјана Мандић Ригонат       | Народно позориште у Београду                   | [ 16 ]        |
| 2013.  | Војин Ћетковић             | Отело             | Отело                        | Милош Лолић                  | Југословенско драмско позориште                | [ 17 ]        |
| 2014.  | Дара Џокић                 | Вајолет Вестон    | Август у округу Осејџ        | Љиљана Тодоровић             | Атеље 212                                      | [ 18 ]        |
| 2015.  | Слободан Бештић            | Томас Бернхард    | Моје награде                 | Маја Пелевић                 | Народно позориште у Београду                   | [ 19 ]        |
| 2016.  | Нада Шаргин                | краљица Елизабета | Марија Стјуарт               | Милош Лолић                  | Народно позориште у Београду                   | [ 20 ]        |
| 2017.  | Олга Одановић              | Матрјона          | Царство мрака                | Игор Вук Торбица             | Народно позориште у Београду                   | [ 21 ]        |
| 2017.  | Олга Одановић              | Мајка Југовића    | Царство небеско              | Јернеј Лоренци               | Народно позориште у Београду                   |               |
| 2018.  | Нела Михаиловић            | Даница Чворовић   | Балкански шпијун             | Татјана Мандић Ригонат       | Народно позориште у Београду                   | [ 22 ]        |
| 2019.  | Ненад Јездић               | Марко             | Нечиста крв                  | Милан Нешковић               | Народно позориште у Београду                   | [ 23 ]        |
| 2020.  | Игор Ђорђевић (2)          | Калигула          | Калигула                     | Снежана Тришић               | Народно позориште у Београду                   | [ 24 ]        |
| 2021.  | Миодраг Крстовић           | Милош             | Цемент Београд               | Себастијан Хорват            | Београдско драмско позориште                   | [ 25 ]        |
| 2022.  | Вања Ејдус                 | Алексија          | Успаванка за Алексију Рајчић | Југ Ђорђевић                 | Народно позориште у Београду Стеријино позорје | [ 26 ]        |
| 2023.  | Ненад Јездић (2)           | Борa Шнајдер      | Развојни пут Боре Шнајдера   | Егон Савин                   | Југословенско драмско позориште                | [ 27 ]        |
| 2024.  | Радован Вујовић            | господин Матковић | Мистер Долар                 | Милош Лолић                  | Народно позориште у Београду                   | [ 28 ]        |

## Вишеструко награђивани глумци
| Добитник         | Број награда | Године      |
| ---------------- | ------------ | ----------- |
| Петар Банићевић  | 2            | 1988, 2001. |
| Драган Мићановић | 2            | 1997, 2004. |
| Игор Ђорђевић    | 2            | 2012, 2020. |
| Ненад Јездић     | 2            | 2019, 2023. |